# 1783
1783 (MDCCLXXXIII) var ett normalår som började en onsdag i den gregorianska kalendern och ett normalår som började en söndag i den julianska kalendern.

## Händelser

### Februari
- 4 februari
  - Storbritannien förklarar att man ämnar avsluta kriget mot USA.
  - En serie jordbävningar börjar i Kalabrien, och cirka 50 000 människor mister livet.

### April

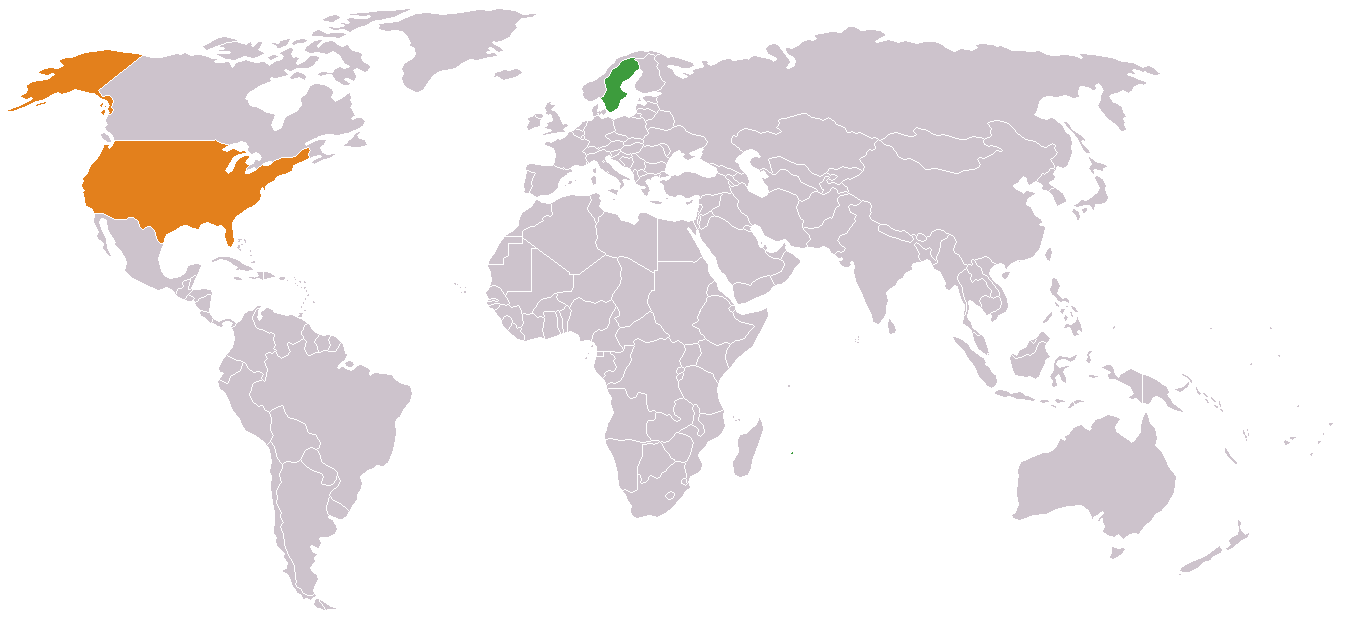
Sverige och USA.

- 3 april – Sveriges ambassadör i Paris, Gustaf Filip Creutz, och sändebudet för de "tretton Förenta Staterna i Norra Amerika", Benjamin Franklin, undertecknar en svensk-amerikansk vänskaps- och handelstraktat.[1]

### Maj
- 13 maj – Brand i Laholm, Sverige.[2]

### Juni
- 4 juni – Den första luftballongen, en uppfinning av bröderna Joseph och Étienne Montgolfier, sänds upp.
- 5 juni – Den svenske kanslipresidenten Ulrik Scheffer avgår och efterträds av Gustaf Filip Creutz.[3]
- 8 juni – Vulkanen Laki på Island får ett åtta månader långt utbrott, som dödar tiotusentals människor i Europa, bland annat en femtedel av Islands befolkning, och orsakar stor hungersnöd. Utbrottet har beskrivits som "en av de största miljökatastroferna i Europas historia".
- Juni – Gustav III planlägger i hemlighet ett anfall på Danmark för att erövra Norge. Han sammanträffar med den ryska kejsarinnan Katarina II i Fredrikshamn för att förmå henne att överge Danmark, vilket dock misslyckas. På grund härav sprids ett rykte i Sverige att kungen vill byta Finland mot Norge.

### Augusti
- 18 augusti – Ett stort eldklot passererar förbi Nordsjön, Storbritannien och Frankrike, och bäddar för vetenskaplig diskussion.

### September

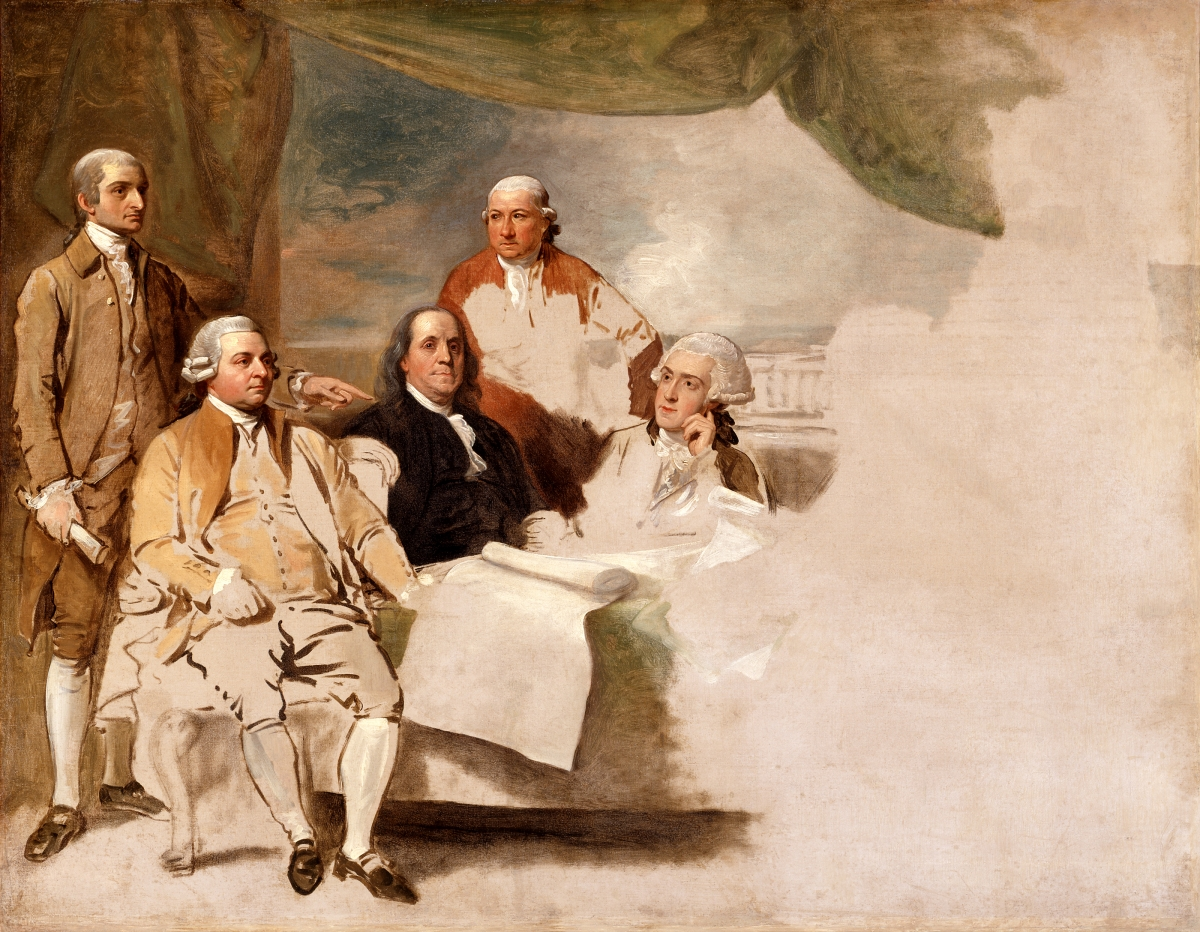
Parisavtalet.

- 3 september – Storbritannien erkänner USA:s självständighet genom det så kallade Parisavtalet.
- 27 september – Sveriges angrepp på Danmark skjuts upp och kungen reser till Italien och Frankrike i stället. Resan väcker missnöje i landet, eftersom det råder missväxt. I Italien försöker kungen förmå Osmanska riket att förklara Ryssland krig, men detta rinner ut i sanden.

### November
- 30 november – En jordbävning skakar New Jersey, USA.[4]

### December
- 24 december – Sveriges kung Gustav III anländer till Rom. Han stannar där i fem dagar, varunder han bland annat får audiens hos påven och deltar i en katolsk midnattsmässa, ledd av påven. Gustav blir därmed den förste protestantiske furste, som har mött en påve.

### Okänt datum
- Carl Sparre undanträngs av militären och politikern Johan Christopher Toll, som tar över den svenska försvarspolitiken.
- Axel von Fersen d.y. blir den siste översten i det svenska regementet Royal Suèdoise i Frankrike.
- Jean Jacob Schweppe uppfinner ett effektivt system för tillverkning av mineralvatten. Samma år grundar han företaget Schweppes.
- 1783 års svenska lantmäteriordning innebär att sammanslagning av jordlotterna under vissa villkor tillåts. Friherren Rutger Macklean på Svaneholm i Skåne inför då enskifte efter brittisk förebild. Byarna splittras och marken fördelas i större enheter. 73 nya gårdar anläggs. Förändringen väcker först motstånd, men visar sig så småningom mycket framgångsrik.
- Den svenske skeppsbyggmästaren Fredric Henric af Chapman blir varvsamiral.
- The Herald, en av världens äldsta ännu utkommande tidningar, grundas i Glasgow, Skottland.

## Födda

### Första kvartalet

#### Januari
- 1 januari – Peter Lundström, svensk boktryckare. (död 1868)
- 12 januari – Erik Gustaf Geijer, svensk skald, författare och historiker[5]. (död 1847)
- 14 januari – Wilson Lumpkin, amerikansk politiker, guvernör i Georgia 1831–1835, senator 1837–1841. (död 1870)
- 16 januari – Eva Myhrman, svensk konstnär. (död 1863)
- 23 januari – Stendhal, egentligen Marie Henri Beyle, fransk författare. (död 1842)

#### Februari
- 21 februari – Benjamin Ruggles, amerikansk politiker, senator 1815–1833. (död 1857)

#### Mars
- 25 mars – Paulin Guérin, fransk målare. (död 1855)

### Andra kvartalet

#### April
- 10 april – Hortense de Beauharnais, drottning av Kungariket Holland. (död 1837)

#### Maj
- 17 maj – David Magnus Klingspor, svensk militär. (död 1851)
- 25 maj – Philip Pendleton Barbour, amerikansk politiker och jurist, talman i USA:s representanthus 1821–1823 och domare i USA:s högsta domstol 1836–1841. (död 1841)

#### Juni
- 2 juni – Reuel Williams, amerikansk demokratisk politiker, senator 1837–1843. (död 1862)
- 24 juni – Johann Heinrich von Thünen, tysk nationalekonom. (död 1850)
- 29 juni – August Alexander Klengel, tysk kompositör. (död 1852)

### Tredje kvartalet

#### Juli
- 24 juli – Simón Bolívar, sydamerikansk general och nationalist. (död 1830)
- 31 juli – John Wales, amerikansk politiker, senator 1849–1851. (död 1863)

#### Augusti
- 2 augusti – Sulpiz Boisserée, tysk konst- och arkitekturhistoriker. (död 1854)
- 9 augusti – Alexandra Pavlovna, rysk storfurstinna. (död 1801)
- 12 augusti – John Williams Walker, amerikansk politiker, senator 1819–1822. (död 1823)
- 17 augusti – Carl Gustaf Norman, svensk gravör. (död 1823)

#### September
- 23 september – Peter von Cornelius, tysk målare. (död 1867)

### Fjärde kvartalet

#### Oktober
- 5 oktober – Jens Peter Møller, dansk målare. (död 1854)
- 8 oktober – Christian Molbech, dansk historiker, utgivare av historiska källskrifter och kritiker. (död 1857)
- 11 oktober – Julius Klaproth, tysk orientalist. (död 1835)

#### November
- 25 november – Claude-Louis Mathieu, fransk astronom. (död 1875)

#### December
- 14 december – David Barton, amerikansk politiker, senator 1821–1831. (död 1837)
- 18 december – Johan Niclas Byström, svensk skulptör. (död 1848)

### Okänt datum
- Maria Johanna Görtz, svensk tecknare. (död 1853)

## Avlidna

### Första kvartalet

#### Januari
- 2 januari – Johann Jakob Bodmer, 84, schweizisk professor.
- 5 januari – Friedrich Wilhelm Riedt, 73, tysk kompositör och musikteoretiker.
- 8 januari – Peter von Heidenstam, 74, tysk-svensk läkare.
- 13 januari – Johan Bladh, 63, svensk handelsman.
- 18 januari – Jeanne Quinault, 83, fransk skådespelare, dramatiker och salongsvärd.
- 19 januari
  - Per Gustaf Pfeiff, 92, svensk militär.
  - Johan Albrecht Schönström, 55, svensk sjömilitär.

#### Februari
- 19 februari – Martin Scheffel, 53, svensk konstnär.

#### Mars
- 9 mars – Nils Psilanderskjöld, 75, svensk sjömilitär.
- 10 mars – Johan Wellander, 47, svensk poet.
- 15 mars – Carl Gustaf Grubbe, 54, svensk sjömilitär.
- 22 mars – Franz Leopold von Nádasdy, 74, österrikisk greve och militär.
- 26 mars – Anna Rosina de Gasc, 69, tysk konstnär.
- 30 mars – William Hunter, 64, skotsk läkare.

### Andra kvartalet

#### April
- 9 april – Christian Conrad Danneskiold-Laurvig, 59, dansk greve och sjömilitär.
- 14 april – Jacques-Philippe Le Bas, 75, fransk kopparstickare.
- 16 april
  - Benedetto Giuseppe Labre, 35, italienskt romersk-katolskt helgon.
  - Christian Mayer, 63, tysk astronom.
- 17 april – Louise d'Épinay, 57, fransk salongsvärd, brevskrivare och intellektuell.
- 27 april – Gustaf Reuter, 84, svensk målare.

#### Maj
- 10 maj – Casper Röding, 46, svensk konstnär.
- 11 maj – Marianne Loir, 77, fransk målare.
- 23 maj – James Otis, 58, amerikansk politiker.
- 25 maj – Berge Frondin, 64, svensk historiker.

#### Juni
- 15 juni – Ludvig Harboe, 73, dansk biskop och kyrkohistoriker.
- 22 juni – Carl Funck, 74, svensk friherre och militär.

### Tredje kvartalet

#### Juli
- 8 juli – Oluf Bang, 72, dansk genealog.
- 21 juli – Giovanni Battista Rezzonico, 43, italiensk kardinal.
- 27 juli – Johann Philipp Kirnberger, 62, tysk musikteoretiker och kompositör.

#### Augusti
- 19 augusti – Franz Xaver Messerschmidt, 47, tysk-österrikisk skulptör.

#### September
- 6 september – Carlo Bertinazzi, 72, italiensk skådespelare.
- 18 september – Leonhard Euler, 76, schweizisk matematiker.
- 24 september – Johan Rodin, 28, svensk konstnär.
- 27 september – Étienne Bézout, 53, fransk matematiker.
- 28 september – Marguerite Gourdan, fransk bordellmamma.

### Fjärde kvartalet

#### Oktober
- 22 oktober – Gerhard Friedrich Müller, 77, tysk-rysk historiker och upptäcktsresande.
- 29 oktober – Jean le Rond d'Alembert, 65, fransk matematiker och filosof.

#### November
- 1 november – Carl von Linné den yngre, 42, svensk naturforskare.
- 3 november – Charles Collé, 74, fransk poet.
- 15 november – John Hanson, 62, amerikansk politiker.

#### December
- 13 december – Pehr Wargentin, 66, svensk astronom och statistiker.
- 20 december – Antonio Soler, 54, spansk kompositör.

### Fotnoter
1. ↑  ”American Memory from the Library of Congress”. http://memory.loc.gov/cgi-bin/query/r?ammem/bdsdcc:@field(DOCID+@lit(bdsdcc08701)).
2. ↑  ”Värmlands brandhistoriska klubb”. Arkiverad från originalet den 12 oktober 2011. https://www.webcitation.org/62NB7kO36?url=http://www.brandhistoriska.org/olyckor_se.html.
3. ↑  ”- World Statesmen”. http://www.worldstatesmen.org/Sweden.html.
4. ↑  ”New Jersey Earthquake Information”. USGS. 16 juli 2008. Arkiverad från originalet den 16 december 2008. https://web.archive.org/web/20081216064110/http://earthquake.usgs.gov/regional/states/index.php?regionID=30. Läst 19 november 2008.
5. ↑  ”Det hände i dag”. http://webnews.textalk.com/se/calendar.php?id=9747&type=month&ds=20110112&list=true.